# Chalcis bicolor
Chalcis bicolor är en stekelart som beskrevs av Charles Thomas Bingham 1902. Chalcis bicolor ingår i släktet Chalcis och familjen bredlårsteklar.
Artens utbredningsområde är Zimbabwe. Inga underarter finns listade i Catalogue of Life.